# 黒口なつ
黒口 なつ（くろぐち なつ、1996年6月9日 - ）は、日本のタレント、ファッションモデル。レプロエンタテインメント所属。岡山県出身。レプロエンタテイメントを2021年8月に退社。

## 来歴
就実高等学校、2019年駒澤大学法学部政治学科卒業。大学在学中の2017年2月にRay専属読者モデル「プリクラ」のメンバーとなる。大学3年の11月「ミス・ミスター駒澤コンテスト2017」でミス駒澤に選ばれる。
2018年3月30日「ミスオブミス2018（Miss of Miss Campus Queen Contest 2018）」でグランプリに輝いた。

## 人物
- 中学生の頃にスカウトされ地方都市の写真集「岡山美少女図鑑」に出演。
- 身長150cm、血液型O型。
- 趣味は、Youtube、コスメ。

## 出演

### テレビ
- テレビ朝日「スマートフォンデュ」

### 雑誌
- Ray